# Raquel Pennington
Raquel Pennington, född 5 september 1988 i Colorado Springs, är en amerikansk MMA-utövare som tävlar i organisationen Ultimate Fighting Championship.